# José Luis Borbolla
José Luis Borbolla Chavira (Cidade do México, 31 de janeiro de 1920 - 11 de fevereiro de 2001) foi um futebolista mexicano que atuava como atacante.

## Carreira
José Luis Borbolla fez parte do elenco da Seleção Mexicana de Futebol, na Copa de 1950.